# Szent Miklós-fatemplom (Szerfalva)
A szerfalvi Szent Miklós-fatemplom műemlékké nyilvánított épület Romániában, Máramaros megyében. A romániai műemlékek jegyzékében az  MM-II-m-A-04639 sorszámon szerepel.